# 福島県道141号玉川田村線
福島県道141号玉川田村線（ふくしまけんどう141ごう たまがわたむらせん）は、福島県石川郡玉川村から郡山市田村町に至る一般県道である。

## 路線概要
- 起点：石川郡玉川村中字高畔
- 終点：郡山市田村町谷田川字宮ノ下
- 総延長：11.899 km[1]
  - 実延長：11.855 km
- 路線認定年月日：1959年8月31日[2]

### 道路施設
初瀬大橋
- 全長：25.1m
- 幅員：6.0m
- 竣工：1962年[3]

初瀬大橋側道橋
- 全長：26.8m
- 幅員：2.0m
- 竣工：1988年

須賀川市田中字網ノ輪から字沢小屋、字関平に跨り、一級水系阿武隈川水系初瀬川を渡る。橋上は上下対向2車線で供用され、歩道は設置されておらず、上り線側に人道橋が後に架設された。
竹ノ花橋
- 全長：20.4m
- 幅員：10.0m
- 竣工：1993年[3]

須賀川市塩田字細久保から字蟹田、字竹ノ花に跨り、一級水系阿武隈川水系大月川を渡る。橋上は上下対向2車線で供用され、上り線側に歩道が設置されている。
大橋
- 全長：20.3m
- 幅員：7.0m
- 竣工：1973年[4]

郡山市田村町谷田川字寺内にて一級水系阿武隈川水系谷田川を渡る。

## 通過する自治体
- 福島県
  - 石川郡玉川村 - 須賀川市 - 郡山市

## 接続・交差する道路
- 玉川村内
  - 国道118号（中字高畔）
  - 福島県道208号福島空港西線（岩法寺字湯神前）
- 須賀川市内
  - 福島県道63号古殿須賀川線（日照田字漆内）
  - 福島県道138号母畑須賀川線（雨田字前中山）
  - 福島県道233号雲水峰江持線（塩田字蟹田）
- 郡山市内
  - 国道49号（田村町谷田川字宮ノ下〈谷田川宮ノ下交差点〉終点）

## 沿線
- JR水郡線
  - 小塩江駅
- 福島空港公園緑のスポーツエリア